# No Way Out 2000
No Way Out 2000 was een professioneel worstel-pay-per-viewevenement dat geproduceerd werd door World Wrestling Federation (WWF). Dit evenement was de eerste editie van No Way Out en vond plaats in het Hartford Civic Center in Hartford (Connecticut) op 27 februari 2000.
De hoofd wedstrijd was een Hell in a Cell match tussen de kampioen Triple H en Cactus Jack voor de WWF Championship. Triple H won de match en verlengde zijn titel.

## Matchen
| Nr.                                                                          | Match | Winnaar(s)                             |
| ---------------------------------------------------------------------------- | --- | -------------------------------------- |
| -                                                                            | Essa Rios (c) vs. Headbanger Mosh in een één-op-één match voor het WWF Light Heavyweight Championship           | Headbanger Mosh (nc)                   |
| -                                                                            | Jacqueline & Funaki vs. Ivory & Mideon in een mixed tag team match                                              | Ivory & Mideon                         |
| 1                                                                            | Chris Jericho (c) (met Chyna) vs. Kurt Angle in een één-op-één match voor het WWF Intercontinental Championship | Kurt Angle (nc)                        |
| 2                                                                            | New Age Outlaws (c) vs. Dudley Boyz in een tag team match voor het WWF Tag Team Championship                    | Dudley Boyz (nc)                       |
| 3                                                                            | Mark Henry vs. Viscera in een één-op-één match                                                                  | Mark Henry                             |
| 4                                                                            | Hardy Boyz vs. Edge en Christian in een tag team match                                                          | Edge en Christian                      |
| 5                                                                            | The Big Boss Man vs. Tazz in een één-op-één match                                                               | Tazz; diskwalificatie The Big Boss Man |
| 6                                                                            | Kane vs. X-Pac (met Paul Bearer) in een No Holds Barred match                                                   | X-Pac                                  |
| 7                                                                            | The Radicalz vs. Too Cool in een tag team match                                                                 | Too Cool                               |
| 8                                                                            | Big Show vs. The Rock in een één-op-één match                                                                   | Big Show                               |
| 9                                                                            | Triple H (c) vs. Cactus Jack in een Hell in a Cell match voor het WWF Championship                              | Triple H (c)                           |
| (c) huidige kampioen voor en na de match \| (nc) nieuwe kampioen na de match | |                                        |